# Germanes de la Doctrina Cristiana
La Congregació de les Germanes de la Doctrina Cristiana és una congregació religiosa de germanes dedicada a l'ensenyament, fundada en 1880 a Molins de Rei (Baix Llobregat). Les germanes fan servir les sigles H.D.C.
No s'ha de confondre amb les congregacions de les Germanes de la Doctrina Cristiana de Nancy, fundades en 1752 a Nancy, de les Missioneres de la Doctrina Cristiana (també coneguda com de Hermanas de la Doctrina Cristiana) fundada a Sevilla en 1878 ni de les Germanes Dominiques de la Doctrina Cristiana, fundades a Mèxic.

## Història
L'any 1879 José María de Urquinaona Bidot, arquebisbe de Barcelona, va fer una visita pastoral a Vilanova i la Geltrú (Garraf); en la seva predicació insistí en la necessitat d'ensenyar la doctrina cristiana. Miquela Grau, majordona de l'arxiprest, va sentir-lo i li digué que aquella petició coincidia amb la crida que ella havia sentit per servir Déu i dedicar-se a l'ensenyança de la doctrina cristiana, ja que "els grans mals que s'experimenten són deguts a la falta d'aquesta instrucció en totes les classes i en totes les edats”.
Micaela ja feia un temps que col·laborava en la catequesi que feia el rector, Ignasi Matheu, juntament amb dues amigues, Isabel Ferrer i Sabrià i Esperança Pasqual; les tres preparaven les catequesis i litúrgia dominicals, i volien dedicar-se més a la tasca educativa.
El 4 d'octubre de 1879 Grau va remetre a l'arquebisbe el seu projecte d'estatuts per a un nou institut religiós per ensenyar "la doctrina cristiana a los niños y adultos en cuanto fuere posible ... aplicándonos principalmente a su enseñanza, tomando como medios otras obras de caridad como la enseñanza primaria y la beneficencia". L'arquebisbe protegí la fundació prevista i el 26 de novembre de 1880 s'estableix la primera comunitat de les Germanes de la Doctrina Cristiana a Molins de Rei (Baix Llobregat), formada per les tres amigues fundadores. Les germanes es dediquen des de llavors a ensenyar la doctrina per mitjà de la catequesi, l'educació i les obres socials, i a viure en un estil evangèlic.

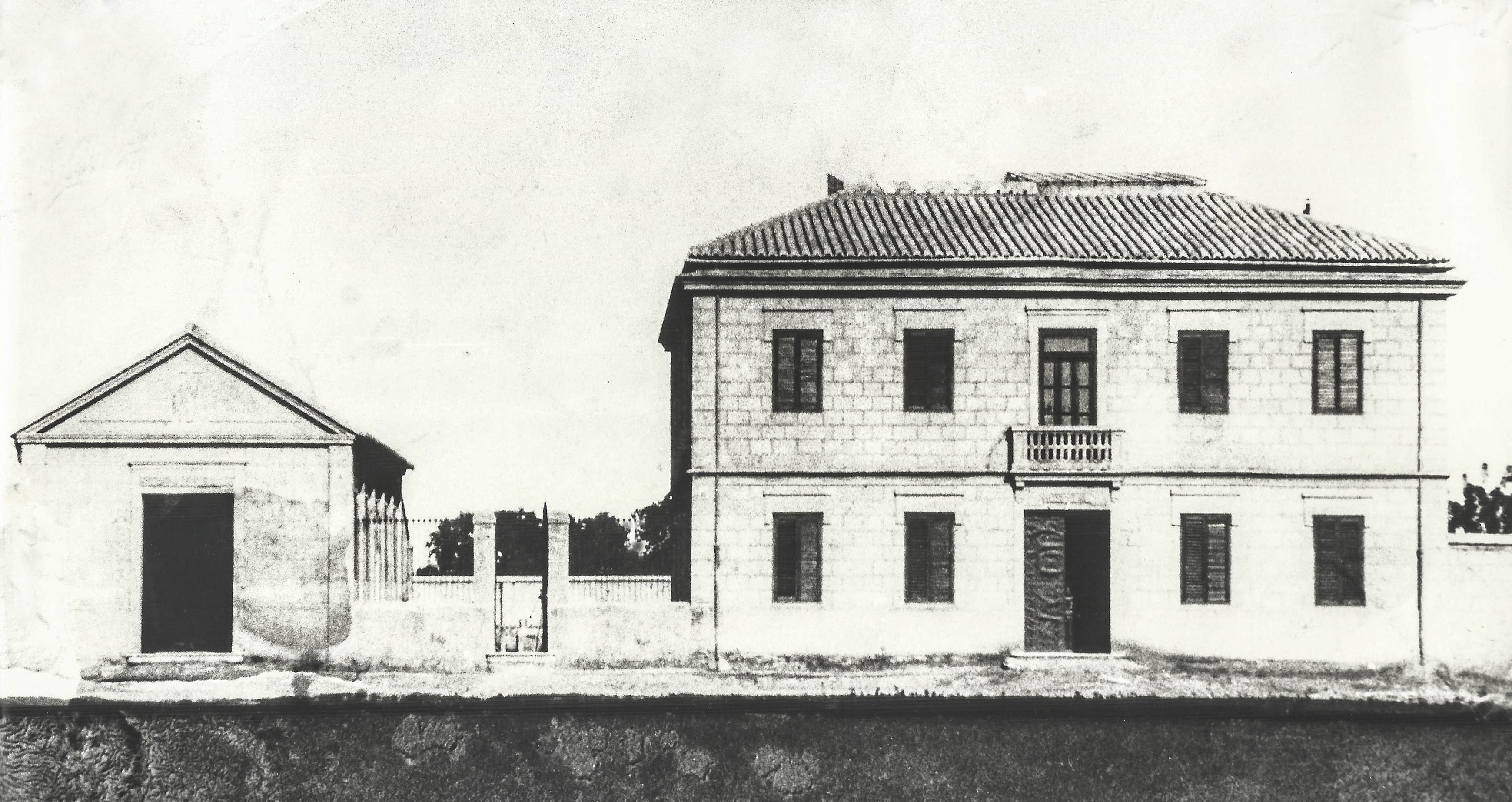
Hospital per a pobres d'Alginet. Les H.D.C. es van instal·lar l'any 1891

Obriren una comunitat a Sant Vicenç dels Horts i en 1885 foren cridades i fundaren una comunitat a Carlet (València), on morí Micaela sis mesos després. Amb el temps, es difongueren principalment pel Baix Llobregat i, sobretot, per València, on s'establí la casa general.
El 1936, arran de la persecució religiosa, foren afusellades disset germanes de la comunitat de Carlet, que foren beatificades el 1995. El 1956 la congregació passa a ser de dret pontifici. En 1985 s'estableixen a Colòmbia i, després al Perú.

## Activitat i difusió
Las Germanes de la Doctrina Cristiana viuen en comunitats de vida evangèlica i es dediquen a l'ensenyament en escoles, a l'atenció a necessitats (centres d'acollida de nens en risc, promoció de la dona, col·laboració amb Càritas, treball parroquial i a l'atenció sanitària en alguns hospitals. Són presents a Espanya (una comunitat a Catalunya —Cornellà de Llobregat— i vuit al País Valencià —Mislata (Casa generalícia), València, Benidorm (2), La Pobla de Vallbona, Tavernes de Valldigna i Carlet—), a Colòmbia (quatre comunitats) i al Perú (dues).
L'any 2012 fou suprimida la comunitat i l'escola de Xirivella "a causa de l'escassetat de vocacions", com abans havien estat suprimides las de Molins de Rei i de Sant Vicenç dels Horts.